# Mirni (1819)
El Mirni (en ruso: Мирный) era una corbeta de 20 cañones de la Armada Imperial Rusa, el segundo barco de la primera expedición antártica rusa de 1819-1821, durante la cual Fabian Gottlieb von Bellingshausen (comandante del buque insignia Vostok) y Mijaíl Lázarev (al mando del Mirni) circunnavegaron el mundo, descubrieron el continente de la Antártida (lo visitaron dos veces) y descubrieron una serie de islas y archipiélagos en el océano Antártico y el Pacífico.

## Historial

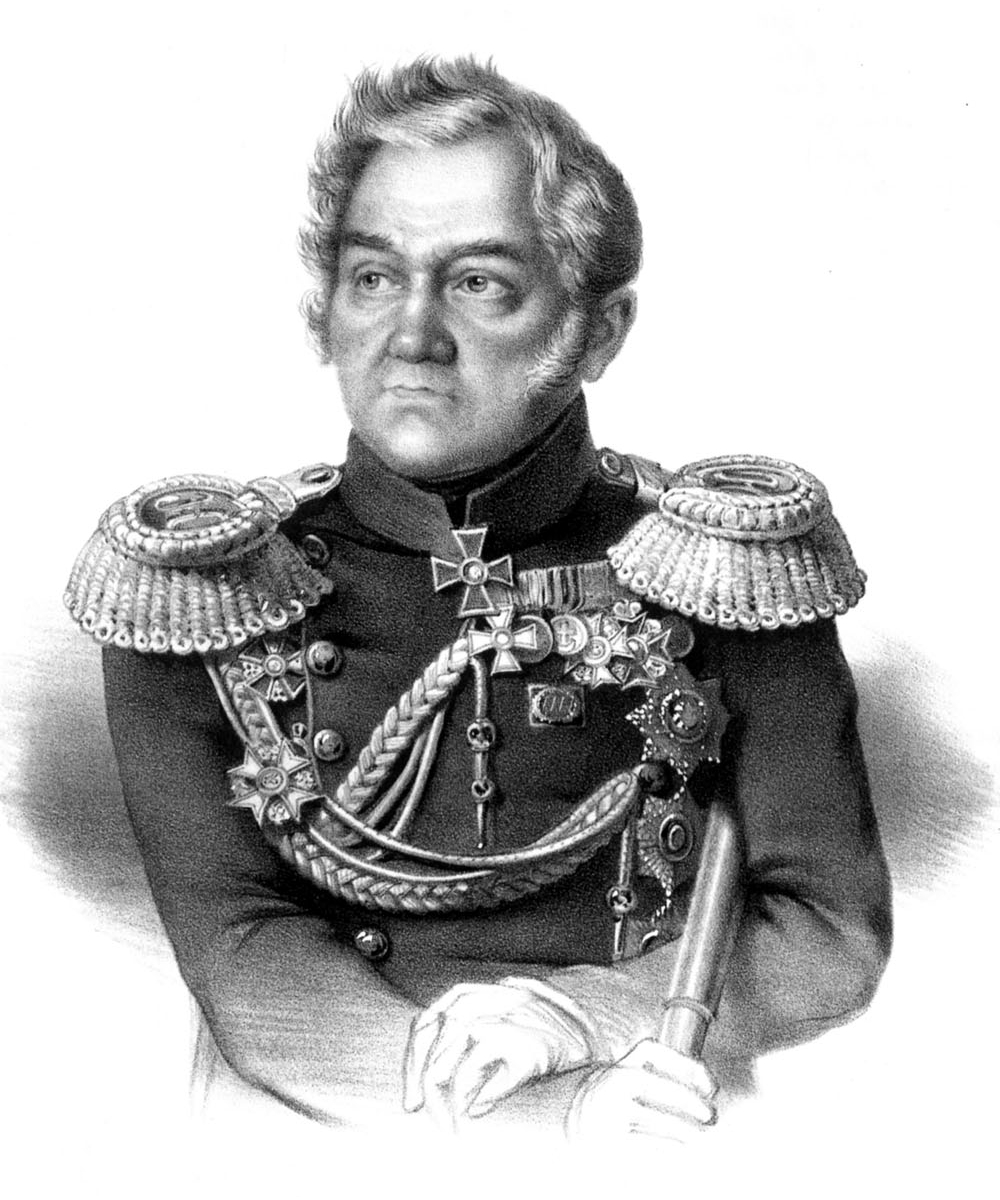
Mijaíl Lázarev, capitán del Mirni.

El Mirni se construyó en 1818 en los astilleros de Olónetskaya, Lodéinoye Pole. Inicialmente se llamaba Ládoga (por el lago de Ládoga), pero cuando se hizo necesario un nuevo barco para la expedición a la Antártida, se tomó la decisión de no construir uno completamente nuevo, sino de reequipar al Ládoga. Fue reconstruido bajo la supervisión de su futuro comandante, Mijaíl Lázarev.
El 14 de julio de 1819, el Vostok al mando del comandante Fabian Gottlieb von Bellingshausen, el líder de la expedición, junto con el Mirni al mando del teniente comandante Mijaíl Lázarev, dejó Kronstadt y el 28 de enero 1820 llegó a la costa de la Antártida, que fue avistada por primera vez en la historia. Después de una reparación en Sídney, Australia, la expedición exploró las partes tropicales del Pacífico y el 12 de noviembre de 1820 volvió a la Antártida. El 22 de enero de 1821, las corbetas alcanzaron el punto más al sur de su viaje, a 69°53′S 92°19′O / -69.883, -92.317. El 5 de agosto de 1821 regresaron a Kronstadt.
En 751 días recorrieron 49 723 millas (alrededor de 92 300 kilómetros). Además del descubrimiento del sexto continente del mundo, la Antártida, se cartografiaron 29 islas y se llevaron a cabo complejos trabajos oceanográficos. El Almirantazgo ruso emitió una medalla para conmemorar la expedición.

## Eponimia
- El escarpe Mirni, un accidente geográfico en el planeta Mercurio.[2]
- El pico Mirni, un pico prominente, de 750 metros, a 4 millas náuticas (7 kilómetros) al noreste del pico Enigma en el norte de la isla Rothschild, probablemente avistado  por primera vez en 1821 por la expedición de Bellingshausen y Lázarev.[3]
- La base Mirni, una estación de investigación antártica rusa en la costa del mar de Davis, establecida el 13 de febrero de 1956 por la primera expedición antártica soviética.[4]
- La península de Mirni, en la que se encuentra la base Mirni.[5]